# Hawaiiøerne
 For alternative betydninger, se Hawaii (flertydig). (Se også artikler, som begynder med Hawaii)
Hawaiiøerne, tidligere kendt som Sandwich Islands, er en øgruppe på i alt 19 større øer og atoller samt flere småøer, skær og undersøiske rev. Øerne består af en række undervandsbjerge, der strækker sig 2.400 km mellem den 19. og 29. nordlige breddegrad i det nordlige Stillehav. Øgruppen har fået sit navn efter den største og sydligste ø, Hawaii. Den nordligste er Kure Atol. Alle øerne udgør den amerikanske delstat Hawaii, bortset fra Midwayøerne, der hører til USA's ydre småøer.
Denne øgruppe er i realiteten de højeste bjergtoppe, som stikker op over havoverfladen på en stor undersøisk bjergkæde, der er dannet af vulkansk aktivitet fra et såkaldt hot spot i Jordens kappe. Med en beliggenhed omkring 3.000 km fra det nærmeste kontinent er Hawaii-øerne den mest isolerede øgruppe i verden.

## Sandwich Islands
Sandwich Islands (Sandwich-øerne) var det navn, den engelske opdagelsesrejsende James Cook gav øgruppen, da han formodentlig som den første europæer opdagede øerne d. 18. januar 1778.
Navnet er givet til ære for en af Cooks velyndere, hans chef, John Montagu, 4. jarl af Sandwich, som på det tidspunkt var det britiske admiralitets øverstkommanderende (First Lord of the Admiralty).
I slutningen af det 19. århundrede blev navnet ændret, og i dag er øgruppen kendt under navnet Hawaii-øerne.
Sandwich-øerne må ikke forveksles med de ubeboede Sydsandwichøer (South Sandwich Islands), et britisk territorium i Sydatlanten.